# Aatto Sonninen
Aatto Albanus Sonninen (* 24. Dezember 1922 in Siilinjärvi; † 31. März 2009 in Jyväskylä) war ein Phoniater und eine einflussreiche Person in der Phoniatrie und Sprachtherapie über ein halbes Jahrhundert.

## Leben und Werk
Sonninen absolvierte 1942 das Lyceum in Kuopio und 1950 das Lizenziat in Medizin. In Medizin und Chirurgie promovierte er 1956, wo er auch auf Sprach- und Klangstörungen sowie Qualifikationen für Hals, Nasen und Ohren spezialisiert war. In den ersten Jahren seiner Karriere arbeitete Sonninen für mehrere Krankenhäuser und unternahm Exkursionen in die USA und in zahlreiche Länder Europas. Der Ehrentitel des Professors Sonninen wurde ihm 1981 verliehen. Er ging 1986 in den Ruhestand.

## Auszeichnungen und Ehrungen
- 1978 International Gold Award[3]
- 1980 Hermann Gutzmann medal[3]
- 1982 the degree of Professor honoris causa[3]
- 1997 Voice Foundation The Quintana Research Award[3][4]
  - The Quintana Research Award is an engineering award, recognizing those who design or utilize technology and apply engineering principles that provide further understanding of the voice.
- 1997 G. Paul Moore Lecturer[3][5]
- 2002 Doctor honoris causa by the University of Oulu, Finland[3]

## Schriften (Auswahl)
- The role of the external laryngeal muscles in length-adjustment of the vocal cords in singing : phoniatric, roentgenologic and experimental studies of the mechanism of pitch change in the voice with special reference to the function of sternothyroid. Acta oto-laryngologica. University of Helsinki, Finland, 1956. Doctor Thesis. OCLC 58105835.

Computer Voice Fields of Connected Speech
- mit Pruszewicz, Antoni; Toivonen, Raimo; Hurme, Pertti: Komputerowe pole głosowe dla mowy w warunkach fizjologicznych i w niektorych stanach patologicznych (Computer-assisted examination of the vocal field during speech in physiological and various pathological conditions). Otolaryngol Pol, 1988, 42:3:193–200.[6]
- mit Hurme, Pertti; Toivonen, Raimo: Computer Voice Fields in the Study of Normal Phonation. Acta phoniatrica Latina 10, pp. 345–356. 1988.[6]
- mit Hurme, Pertti; Pruszewicz, Antoni; Toivonen, Raimo: Computer Voice Field Descriptions of Speech Audiometry Word Lists In: Liber Amicorum: professori Dr. P. H. Damsté. On the Occasion of his Retirement by his Friends and Colleagues (L. van Gelder. C. Waar, H. van Wijngaarden, eds.), Utcecht pp. 45–48. 1987.[6]
- mit Vilkman, Erkki; Hurme, Pertti; Toivonen, Raimo: Computer Voice Fields in Basic Phonation Research: Rotation vs. Gliding in Cricothyroid Articulation. In Scandinavian Journal of Logopedics and Phoniatrics 12, pp. 20–28. 1987.[6]
- mit Jaroma, Marjatta; Hurme, Pertti; Toivonen, Raimo: Computer Voice Field Observations of Menopausal Dysphonia. Paper presented at the 13th Congress of the European Union of Phoniatricians, pp. 34–35. Vienna 1986. November 5–9, 1986.[6]
- mit Hurme, Pertti; Vilkman, Erkki: Observations of voice production by means of Computer Voice Fields. Folia Phoniatrica 1986;38:366.[6]
- mit Vilkman, Erkki; Hurme, Pertti: Observations on Voice Production by Means of Computer Voice Fields. In: Logopedics and Phoniatrics. Issues for Future Research. Proceedings of the XXth Congress of the International Association Logopedics and Phoniatrics, pp. 370–371. Tokyo 1986. August 3–7, 1986.[6]
- mit Hurme, Pertti; Toivonen, Raimo; Vilkman, Erkki: Computer Voice Fields of Connected Speech, Symposium on Voice Disorders, Sweden, August 23, 1985.[6]
- mit Hurme, Pertti; Toivonen, Raimo; Vilkman, Erkki: Computer Voice Fields of Connected Speech, Papers in Speech Research, University of Jyväskylä, Finland 6, pp. 93–111. 1985.[6]

Andere Veröffentlichungen
- Ihmisäänen rekistereistä (From the registers of human voice). Laulupedagogi 1989–1990. Laulupedagogit ry:n vuosijulkaisu. Helsinki: Yliopistopaino, Finland. pp. 4–21. 1990. ISSN 0784-5936.
- Hurme, Pertti (toim.): Vox Humana. Juhlakirja Aatto Sonnisen 60-vuotispäiväksi 24.12.1982. Studies Presented to Aatto Sonninen on the Occasion of His Sixtieth Birthday, December 24, 1982, Papers in Speech Research, 5, University of Jyväskylä, Finland. OCLC 876166373.